# Arrondissement de Mérina Dakhar
Das Arrondissement de Mérina Dakhar ist eines von den vier Arrondissements, in die das Département Tivaouane als Teil der Region Thiès gegliedert ist. Das Arrondissement umfasst drei Gemeinden (Communes). Die Unterpräfektur als Sitz des Arrondissements liegt in der Gemeinde Mérina Dakhar.

## Geografie
Das Arrondissement liegt im zentralen Westen Senegals. Es umfasst ein Gebiet im östlichen Zentrum des Départements östlich der Städte Tivaouane und  Mékhé und hat eine Fläche von 700,10 km².

## Bevölkerung
Die Daten des Arrondissements und seiner Gemeinden (Communes) sind der Fläche und den letzten Volkszählungen nach wie folgt zusammengestellt:
| Commune        | Fläche km² | Einwohner 2013 | Einwohner 2023 |
| -------------- | ---------- | -------------- | -------------- |
| Mérina Dakhar  | 300,500    | 32.345         | 39.103         |
| Koul           | 218,900    | 26.875         | 32.003         |
| Pékèsse        | 180,700    | 19.759         | 26.294         |
| Arrondissement | 700,100    | 78.979         | 97.400         |